# Naturschutzgebiet Großer Schwerin mit Steinhorn
Koordinaten: 53° 23′ 52,7″ N, 12° 39′ 15,7″ O

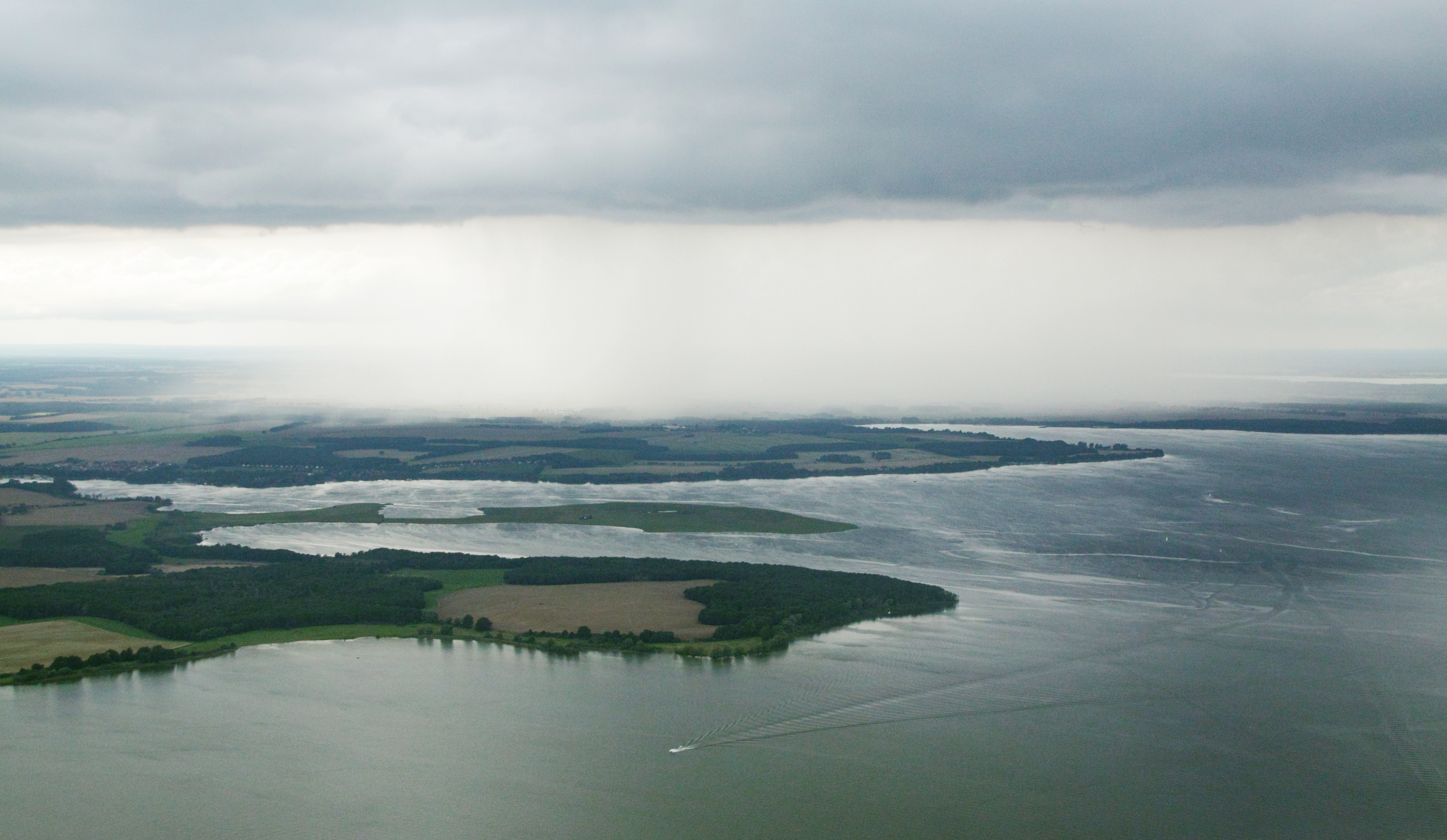
Naturschutzgebiet Großer Schwerin mit Steinhorn aus der Luft

Das Naturschutzgebiet Großer Schwerin mit Steinhorn ist ein 415 Hektar umfassendes Naturschutzgebiet in Mecklenburg-Vorpommern nordöstlich von Röbel. Die Unterschutzstellung erfolgte am 3. Juli 1930 mit zwei Erweiterungen in den Jahren 1972 und 1975. Das Naturschutzgebiet gliedert sich in die Halbinsel Großer Schwerin, die zur Müritz gehörende Bucht Zähnerlank und das Hochufer der Halbinsel Steinhorn. Das Schutzziel besteht in der Bewahrung von Wasser- und beweideten Grünlandflächen als bedeutender Wasservogelrastplatz sowie einer mit Wald bedeckten Steilküste.
Der aktuelle Gebietszustand wird als gut angesehen. Auf dem Steinhorn ist eine ungestörte Waldentwicklung möglich. Die Bedeutung der Flächen als Rastplatz hat in den vergangenen Jahren zugenommen. Aufgrund eines starken Prädatorendrucks verringerte sich jedoch der Bruterfolg der Limikolen.
Das Gebiet darf nur von Juli bis Dezember betreten werden. Von einer Anhöhe bei Gneve lässt sich die Vogelwelt sehr gut beobachten. Eine Informationstafel informiert dort über das Gebiet.

## Geschichte

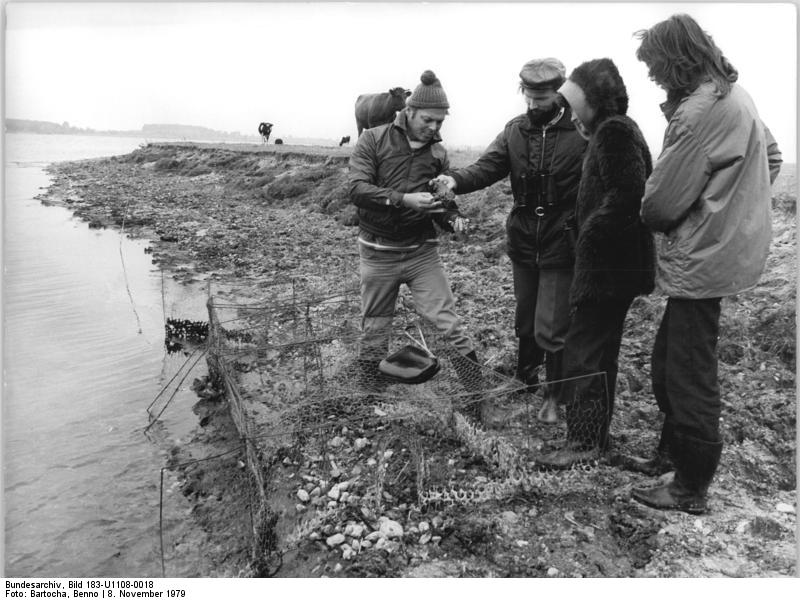
Naturschutzarbeit im Gebiet im Jahr 1979

Die beiden Halbinseln des Schutzgebiets gehen auf eiszeitlich entstandene Aufschiebungen zurück. Der Große Schwerin war ursprünglich eine bewaldete Insel. Regulierungsarbeiten an Elde und Havel in den Jahren 1798 bis 1837 führten zu einer Wasserstandsabsenkung der Müritz von etwa 1,5 Metern, wodurch eine Landbrücke entstand. Der Wald wurde gerodet und das Gebiet als Viehweide genutzt. Eine Mutterkuhherde beweidet das Gebiet heutzutage naturschutzgerecht, sodass die Landschaft offen gehalten wird.

## Pflanzen- und Tierwelt
In den Grünlandbereichen blühen verschiedene Orchideenarten, unter anderem das Breitblättrige Knabenkraut. Die Halbinsel Steinhörn ist mit Buchenwald bestockt. Hervorhebenswerte Vogelarten sind Graugans, Kranich, Rohrdommel, Rothalstaucher, Tüpfelralle, Flussseeschwalbe, Bart- und Beutelmeise, Eisvogel, verschiedene Entenarten, Bekassine, Kiebitz, Teichrohrsänger und Flussregenpfeifer.